# Округ Валона
Валона (алб. Qarku i Vlorës) један је од 12 округа Албаније. Налази се у Јужној Албанији, а главни град округа је Валона.